# Gerhard Pfister (Politiker)

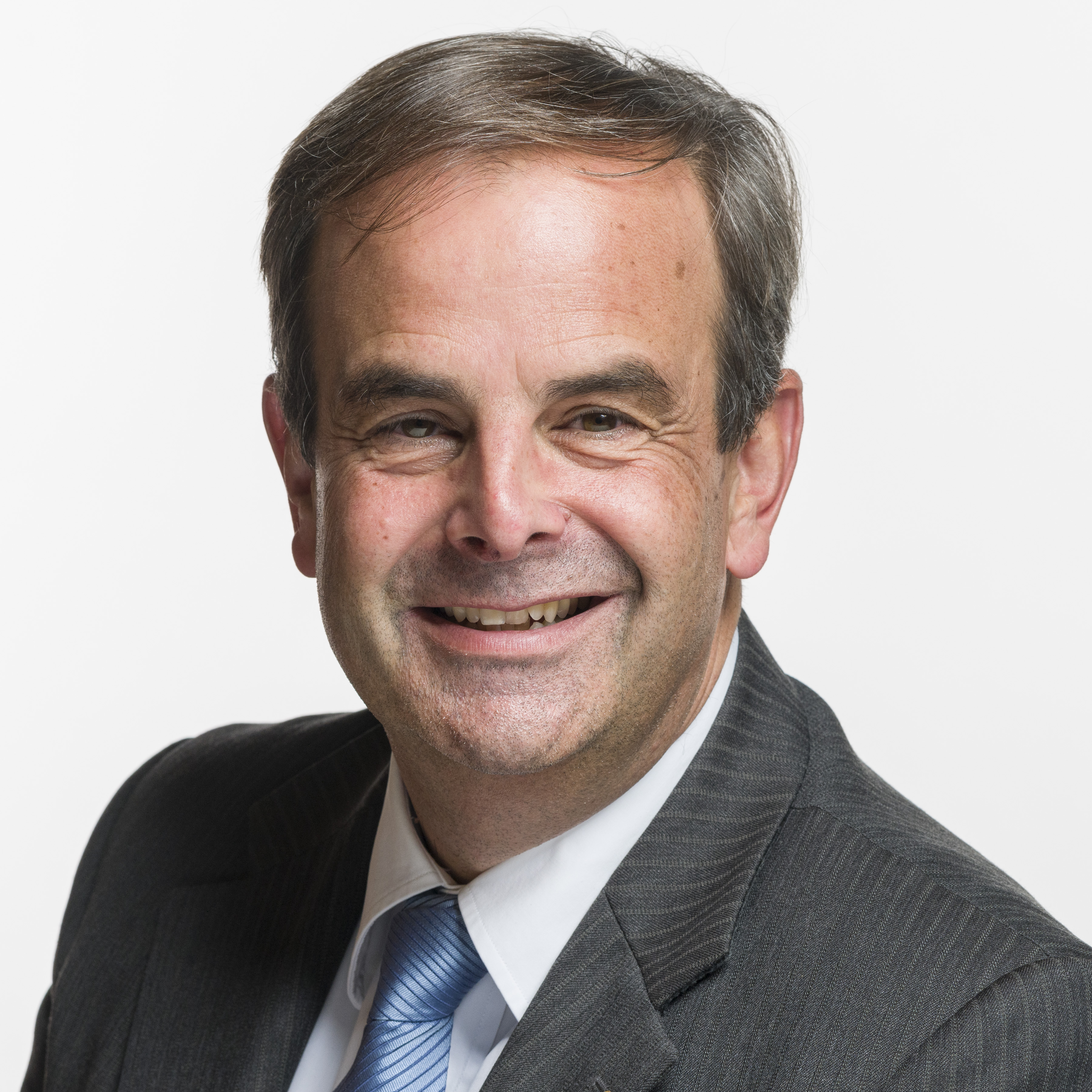
Gerhard Pfister (2019)

Gerhard Michael Pfister (* 1. Oktober 1962 in Zug; heimatberechtigt in Oberägeri ZG und Wittenbach SG) ist ein Schweizer Politiker (Die Mitte, vormals CVP) und Lehrer für Literatur und Philosophie.

## Leben
Pfister wuchs als Sohn eines Schulleiters in Oberägeri auf, wo er auch die Primarschule besuchte. Danach wechselte er an die Klosterschule Disentis. Nach der Matura studierte er in Fribourg Literatur und Philosophie. Er doktorierte über den Schriftsteller Peter Handke. Ab 1987 arbeitete er am elterlichen Schulinternat als Lehrer für Philosophie und Deutsch. 1994 übernahm er das Schulinternat und führte es bis 2012 weiter. 2006 gründete er die Tagesschule Elementa in Neuheim ZG. Zudem ist Pfister Mitglied und Präsident der Verwaltungsräte mehrerer Unternehmen, Stiftungen und Verbände. So ist er seit 2021 Präsident des Schweizer Casinoverbands und seit 2020 Präsident des Zementverbandes Cemsuisse, beide Ämter in Nachfolge auf Beat Vonlanthen.
Von 1998 bis 2003 war Pfister im Kantonsrat des Kantons Zug. 1999 übernahm er das Präsidium der kantonalen CVP Zug. Bei den Schweizer Parlamentswahlen 2003 wurde er in den Nationalrat gewählt, bei den Wahlen 2007, 2011, 2015, 2019 und 2023 erfolgte seine Wiederwahl. Er ist seit 2003 Mitglied der Staatspolitischen Kommission des Nationalrats und präsidierte diese von 2007 bis 2009. Auch ist er Mitglied in der Aussenpolitischen Kommission des Nationalrates. Pfister galt im Jahr 2010 unter den Parlamentariern seiner heterogenen Partei als weit rechts stehend. Am 23. April 2016 wurde Pfister trotz dieser Ausgangslage und vor der Wahl von vielen nicht erwartet zum Präsidenten der CVP Schweiz gewählt. Zu den Schwierigkeiten einer Mitte-Partei sagte er, dass Wähler mehrheitlich diejenigen bevorzugen würden, welche «Eindeutigkeit vorspielen», wo die Wahrheit differenzierter sei. Nach den Wahlen 2019 stiess er mit der Namensänderung und der Fusion mit der BDP den Reformprozess seiner Partei an. Seit Januar 2021 heisst die Partei «Die Mitte Schweiz». 
Am 6. Januar 2025 gab Pfister bekannt, dass er im Juni sein Amt als Parteipräsident nach über neun Jahren abgeben werde.
Spekulationen, dass sein Rücktritt mit der nur wenig später angekündigten Demission von Bundesrätin Viola Amherd zusammenhänge, erteilte Pfister eine Absage. Er stehe für eine Kandidatur bei der Bundesratswahl 2025 nicht zur Verfügung.
Pfister ist seit 1994 mit der Gymnasiallehrerin und Theaterpädagogin Franziska Bachmann (* 1963) verheiratet. Sie wohnen in Oberägeri.